# Notholirion bulbuliferum
Notholirion bulbuliferum ist eine Pflanzenart in der Gattung Notholirion aus der Familie der Liliengewächse (Liliaceae).

## Beschreibung
Die Pflanzen erreichen Wuchshöhen von 60 bis 150 cm. Pro traubenförmigen Blütenstand gibt es 10 bis 24 Blüten. Sie hat blassviolette bis blau-violette, horizontale, zwittrige, schwach duftende Blüten. Die Blütenhüllblätter sind gleichgeformt (Tepalen) (2,5 bis 3.6 × 0,8 bis 1,2 cm). Die längliche, bräunliche Kapselfrucht wird 1,6 bis 2 cm lang, mit einem Durchmesser von etwa 1,5 cm. Die Blütezeit ist Juni bis Juli. Die Frucht reift im gleichen Jahr, danach stirbt die Pflanze ab. Vor dem Absterben der alten Pflanze werden viele 3 bis 5 mm kleine, ovale Zwiebeln gebildet.
Die Chromosomenzahl beträgt 2n = 24.

## Verbreitung
Die Art ist heimisch in den chinesischen Provinzen: Gansu, Shaanxi, Sichuan, Xizang, Yunnan; in Bhutan, Nepal und Sikkim. Sie gedeihen in Dickichten und auf Bergweiden in Höhenlagen von 3000 bis 4500 m NN. Sie bevorzugt gut drainierte, frische und humose Böden.

## Taxonomie
Notholirion bulbuliferum (Lingelsh.) Stearn hat die Synonyme: Paradisea bulbulifera Lingelsh., Lilium hyacinthinum E.H.Wilson, Notholirion campanulatum Cotton & Stearn.